# (7091) 1992 JA
(7091) 1992 JA là một tiểu hành tinh vành đai chính. Nó được phát hiện bởi Kenneth J. Lawrence và Eleanor F. Helin ở Đài thiên văn Palomar ở Quận San Diego, California, ngày 1 tháng 5 năm 1992.